# Almir Nélson de Almeida
Almir Nélson de Almeida (Salvador, 2 settembre 1923 – Curitiba, 14 aprile 1977) è stato un cestista e allenatore di pallacanestro brasiliano.

## Carriera
Con il Brasile ha disputato i Giochi olimpici di Helsinki 1952 e i Campionati mondiali del 1954.
Da allenatore ha guidato il Brasile ai Campionati mondiali del 1964.